# Habanera
La habanera es un género musical originado en Cuba en la primera mitad del siglo XIX. La primera habanera documentada es «El amor en el baile», de autor anónimo y publicada en el periódico literario habanero La Prensa un 13 de noviembre de 1842.
La habanera es de ritmo lento —a 60 pulsaciones por minuto—, con compás binario: una danza a tiempo lento, cantada, con ritmo muy preciso formado, por una parte, con corcheas con puntillo y semicorchea o con semicorchea, corchea, semicorchea y, por otra, con dos corcheas.
La habanera puede ser puramente instrumental, aunque lo habitual es que sea cantada, por un máximo de 15 cantantes. Es un género adaptado y usado por diferentes formaciones musicales, como grupos corales, bandas de música, tunas y rondallas.

## Origen y temática
Hace ya mucho tiempo, una hermosa criolla, cuyo rostro parecía tener la blancura marfilina de la azucena, sus ojos todo el resplandor del sol tropical, su mirada toda la dulzura armoniosa que produce el balanceo soñoliento de los verdes plumeros que coronan las altas palmeras, su talle la flexibilidad de los maizales ondulantes e inquietos al menor soplo de la brisa caliginosa enviada por el mar plateado y fosforescente, sus curvas todo el encanto de la línea graciosa y soberana; una hermosa criolla de hablar cadencioso y arrullador, de languideces seductoras, de corazón tierno y pasiones violentas, depositó el espléndido tesoro de su belleza en la hamaca indolente, y ante el tenue vaivén que le originaba el aire de su abanico, cerró los ojos, como si quisiera realizar un eclipse de sol, y lanzando una cascada de suspiros, quedó dormida profundamente.
Aquellos suspiros fueron la primera habanera.
Carlos Ossorio y Gallardo, «La habanera», La Música Ilustrada Hispano-Americana, nº 53, mayo de 1901.

El término «habanera» se suele relacionar con La Habana, capital de Cuba. «Hay diversas opiniones sobre su origen. [...] Lo cierto es que nació en Cuba, según Pedrell, y su ritmo nos recuerda a la danza cubana, de la que bien pudo nacer con influencia del antiguo tango de España y Cuba». Es que, como dice el etnólogo y antropólogo cubano Fernando Ortiz Fernández, «la verdadera historia de Cuba es la de sus intrincadísimas transculturaciones».
Desde que Cristóbal Colón llegó a la isla caribeña el 28 de octubre de 1492, han sido variadas las culturas que se han ido mezclando hasta hoy. Aborígenes de Cubanacán (nombre aborigen), españoles conquistadores y negros africanos de distintas etnias, con distintos idiomas, han hecho que la cultura, el arte y también la música cubana fuera formándose con elementos de todos estos pueblos. Aun así, el Renacimiento español fue el que predominó: negros libertos acabaron teniendo el oficio de músicos al estilo de las orquestas europeas de la época. Ya a partir del siglo XVIII en España se conocen géneros musicales «venidos de América», de La Habana, como la chacona, la contradanza o la zarabanda. La contradanza o danza criolla, como dice un historiador radicado en Cuba, es ya «verdadera especialidad cubana». Se comenzó a desarrollar de gran manera a partir del siglo XIX y presenta elementos del tango congo, de origen bantú mezclados con factores melódicos de procedencia hispánica.
Así, muchas contradanzas se van ralentizando y perdiendo elementos que le eran propios adquiriendo otros que suenan ya a lo que hoy conocemos como habanera. Fue el 13 de noviembre de 1842 cuando, en el periódico cubano La Prensa, se publicó la que se considera la primera habanera: El amor en el baile. Los continuos viajes de marineros y comerciantes en las tierras antillanas han hecho que este género se haya convertido en el primero que ganara desde Cuba resonancia internacional. La historiadora María Teresa Linares afirma, citando fuentes de la época que esta contradanza criolla, ya a mediados del siglo XIX «se baila mucho en Madrid, donde la se distinguida con el nombre de Habanera».
Ahora bien, la habanera que hoy conocemos es fruto sobre todo de autores no cubanos, que fueron los que desarrollaron este estilo musical, en especial el vasco Sebastián Iradier, autor en 1863 de la famosa La paloma («Cuando salí de la Habana, válgame Dios...»), considerada por algunos también como la primera habanera, ya que El amor en el baile es de autor anónimo y aún la consideran como de transición.
La danza habanera es fundamentalmente un canto romántico de amores y desamores, pero la guerra de Independencia cubana a finales del siglo XIX le dio un carácter patriótico, reivindicativo por ambos lados: los marinos de regreso a España la cantaban desde la taberna, llenos de añoranza por la tierra cubana y los muchos amores dejados allí.

## Compositores

Habanera de Carmen. La estructura de las piezas siempre sigue la misma pauta.

En España, la habanera se hizo muy popular y desde allí se extendió: «La paloma» es conocida en todo el mundo. Llegada a Europa, la habanera se emparenta pronto con la música culta y con la alta aristocracia.
Los compositores de la época, buscando nuevas ideas, encontraron en este ritmo su fuente de inspiración. El citado compositor Sebastián Iradier fue su mayor impulsor, pero de todos será conocida la genial habanera del francés Georges Bizet en su ópera cómica Carmen, L'amour est un oiseau rebelle (o Habanera), que no es más que una traslación con algunas variantes de otra habanera de Iradier llamada «El arreglito».
Muchos otros autores han hecho suyo este ritmo: Emmanuel Chabrier, con Habanera para piano (1895), Claude Debussy con La puerta del vino o La soirée dans Grenade, Maurice Ravel con la Habanera para dos pianos (1898), que luego fue orquestada e incluida en su Rapsodia española, o su Vocaliso, en forma de habanera, en 1907. José María Elorrieta dirigió en 1958 una película titulada Habanera, en la que Los Xey interpretan La paloma.
Jules Massenet, Gabriel Fauré, Camille Saint-Saëns, Edouard Lalo son nombres ilustres de la música del Romanticismo de los siglos XIX y XX que han hecho suyo este género. También los españoles Isaac Albeniz, Manuel de Falla, Enrique Granados, Ernesto Halffter o Xavier Montsalvatge, así como muchos otros, han incluido una habanera en sus zarzuelas. Incluso en 1908 se estrenó la ópera de Raúl Laparra titulada La Habanera. El músico estadounidense Victor Herbert también la utilizó en su opereta Natoma.
Por el contrario, en la tierra que la vio nacer, la habanera fue reemplazada por otros géneros populares, como el danzón o el bolero cubano (que nada tiene que ver con lo que era el bolero español, pues esta es una danza bailada en 3/4). El bolero, con textos más sencillos, ocuparía pues, el lugar de la canción patriótica cubana, mientras que la habanera siguió el camino hacia el arte lírico europeo. Así, el único compositor cubano conocido de habaneras fue Ignacio Cervantes.

## La habanera en la actualidad

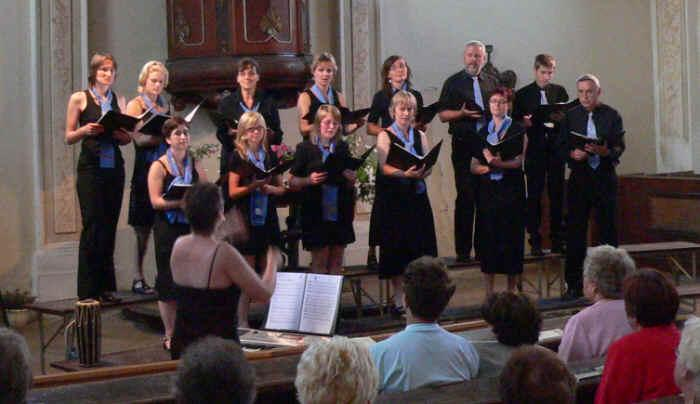
Las agrupaciones corales suelen utilizar mucho la habanera en sus repertorios.

### Cuba
En 2005 el Festival de Habaneras de La Habana derivó en un disco titulado Habana viajera, en que la soprano Lucy Provedo y la mezzo Lina Milán acompañadas al piano interpretan habaneras desde el siglo XIX hasta la actualidad. Quizás la habanera más conocida hoy en día sea «En el claro de la luna», de Silvio Rodríguez, incluida en su álbum Días y flores (1975), si bien hay un cambio de ritmo en la segunda mitad de la obra que, no obstante, concluye de forma clásica.

### España
Este bel canto, que dado su desarrollo, muchos musicólogos han llamado «canto de ida y vuelta», es muy popular en España y sigue siendo un género obligado para cualquier formación coral, habiendo incluso formaciones dedicadas al género de forma exclusiva, en especial en Cataluña.
También las poblaciones costeras la han hecho suya y sigue siendo fuente de inspiración de muchos compositores. Ejemplo de regiones donde este género sigue vivo son Bilbao, San Vicente de la Barquera (Cantabria), Miranda de Ebro, Guecho y Portugalete (ambas en Vizcaya), Totana (Murcia), Huelva, Cádiz (donde son todo un himno las Habaneras de Cádiz  de 1984, con letra de Antonio Burgos y Carlos Cano (música), Torrevieja, Santa Pola, Villajoyosa o Denia (Alicante).
Destaca también el Certamen Internacional de Habaneras y Polifonía de Torrevieja que desde 1955 lleva a Torrevieja orfeones de todo el mundo para interpretar esta música y ha sido declarado por el ministerio de comercio y turismo de España como acontecimiento de Interés Turístico Internacional. De procedencia torrevejense es también Ricardo Lafuente, autor de las habaneras Salió de Jamaica, Torrevieja y Habanera salada.
La Cantada d'havaneres de Calella de Palafrugell en la Costa Brava (Gerona) se celebra cada primer sábado de julio desde 1966. Habituales de esta cita anual son, entre otros, los grupos Port-bo, Peix Fregit y Els Cremats de Palafrugell, Els Pescadors de l'Escala de La Escala, Grup Bergantí de Malgrat de Mar; también han participado en alguna edición la cantante Marina Rossell, quien ha dedicado algún disco al género de la habanera, entre cuyos éxitos se encuentra La gavina (La gaviota, en castellano), Silvia Pérez Cruz y Nina, que grabaron un disco dedicado al género junto al grupo Port Bo bajo el título A prop del mar (Cerca del mar), en el que se encuentran temas como la composición tradicional La bella Lola y El meu avi, composición de José Luis Ortega Monasterio. 
También existe gran arraigo existente de la habanera en Mayorga (Valladolid), un pueblo de la meseta castellana en el que se celebra desde el año 1993 la Trovada de Habaneras de Mayorga. Posiblemente esta tradición de habaneras existente en este pueblo de interior se retrae a hace más de un siglo, cuando muchos mayorganos fueron —y no tantos volvieron— de la guerra de Cuba de 1898.

### México
En la canción norteña lírica existe la presencia de géneros de origen antillano, como el bolero, el danzón y la danza habanera. Entre las intérpretes de este género se encuentra Luisa Fernanda Patrón Tayer quien canta temas como La morenita cubana.
También hay jarabes de Jalisco —como La cubanita— que originalmente provienen de una danza habanera pero que se popularizaron en la República Mexicana a mediados del siglo XIX, derivando en distintas versiones, incluso para banda municipal.